# Gülcan Mıngır
Gülcan Mıngır ( * 21. května 1989) je turecká atletka, běžkyně, jejíž specializací jsou střední tratě, zejména tzv. steeplechase.

## Sportovní kariéra
Na dráze se specializuje zejména na běh na 3000 metrů překážek. V roce 2011 se v této disciplíně stala mistryní Evropy do 23 let, o rok později zvítězila v běhu na 3000 metrů překážek na evropském šampionátu v Helsinkách. Z roku 2012 pochází také její osobní rekord 9:13,53.